# Harnasmeervallen
De harnasmeervallen (Loricariidae) vormen de grootste familie binnen de orde meervalachtigen (Siluriformes).

## Kenmerken
Typisch aan de harnasmeervallen zijn de beenachtige platen die het hele lijf bedekken. De vissen bezitten een zuigmond op de lippen en hebben een relatief lang spijsverteringskanaal. Wat vrij ongewoon is voor beenachtige vissen is dat ze een iris bezitten die de vorm heeft van een omega.

## Verspreiding
De harnasmeervallen komen voor in Costa Rica, Panama en Zuid-Amerika en zijn alle zoetwatervissen.
Als exoot worden ze ook aangetroffen in Zuid- en Centraal-Florida, voor de eerste keer gerapporteerd in 1995.

## Taxonomie
Deze grootste meervalfamilie omvat ongeveer 800 soorten in ruim 90 geslachten en zes onderfamilies. Volgens Nelson worden de volgende geslachten onderscheiden:
- Onderfamilie Ancistrinae
  - Geslacht Ancistrus
  - Geslacht Acanthicus
  - Geslacht Chaetostoma
  - Geslacht Hemiancistrus
  - Geslacht Parancistrus
  - Geslacht Pseudacanthicus
  - Geslacht Panaque
  - Geslacht Lasiancistrus
  - Guyanancistrus
  - Lithoxus
  - Hopliancistrus
  - Megalancistrus
  - Pseudancistrus
  - Baryancistrus
  - Hypancistrus
  - Neblinichthys
  - Pseudolithoxus
  - Oligancistrus
  - Spectracanthicus
  - Cordylancistrus
  - Leporacanthicus
  - Panaqolus
  - Dekeyseria
  - Leptoancistrus
  - Dolichancistrus
  - Lipopterichthys
  - Exastilithoxus
  - Lithoxancistrus
  - Peckoltia
- Onderfamilie: Hypoptopomatinae

  - Acestridium
  - Hypoptopoma
  - Otothyris
  - Pseudotothyris
  - Corumbataia
  - Microlepidogaster
  - Otothyropsis
  - Schizolecis
  - Epactionotus
  - Nannoptopoma
  - Oxyropsis
  - Eurycheilichthys
  - Niobichthys
  - Parotocinclus
  - Hisonotus
  - Otocinclus
  - Pseudotocinclus
- Onderfamilie: Hypostominae

  - Corymbophanes
  - Hemipsilichthys
  - Pogonopoma
  - Squaliforma
  - Delturus
  - Hypostomus
  - Pseudorinelepis
  - Glyptoperichthys
  - Pterygoplichthys
  - Kronichthys
  - Rhinelepis
- Onderfamilie Lithogeninae
  - Geslacht Lithogenes
    - Lithogenes villosus Eigenmann, 1909
    - Lithogenes valencia Provenzano, Schaefer, Baskin & Royero-Leon, 2003
    - Lithogenes wahari Schaefer & Provenzano, 2008
- Onderfamilie Neoplecostominae
  - Geslacht Neoplecostomus
  - Geslacht Kronichthys
  - Geslacht Pareiorhaphis
  - Geslacht Pareiorhina
    - Pareiorhina rudolphi (Miranda Ribeiro, 1911)
      - = Rhinelepis rudolphi Miranda Ribeiro, 1911
      - = Plecostomus microps Ihering, 1907

    - Pareiorhina carrancas Bockmann & Ribeiro, 2003
    - Pareiorhina brachyrhyncha Chamon, Aranda & Buckup, 2005
    - Pareiorhina cepta Roxo, da Costa e Silva, Mehanna & Oliveira, 2012
    - Pareiorhina hyptiorhachis Silva, Roxo & Oliveira, 2013

  - Geslacht Isbrueckerichthys Derijst, 1996
    - Isbrueckerichthys duseni (Miranda Ribeiro, 1907)
      - = Hemipsilichthys duseni Miranda Ribeiro, 1907
      - = Pareiorhaphis duseni (Miranda Ribeiro, 1907)

    - Isbrueckerichthys alipionis (Gosline, 1947)
      - = Pareiorhaphis alipionis Gosline, 1947

    - Isbrueckerichthys epakmos Pereira & Oyakawa, 2003
    - Isbrueckerichthys calvus Jerep, Shibatta, Pereira & Oyakawa, 2006
    - Isbrueckerichthys saxicola Jerep, Shibatta, Pereira & Oyakawa, 2006
- Onderfamilie: Loricariinae

  - Apistoloricaria
  - Harttia
  - Metaloricaria
  - Ricola
  - Aposturisoma
  - Harttiella
  - Paraloricaria
  - Rineloricaria
  - Brochiloricaria
  - Hemiloricaria
  - Planiloricaria
  - Spatuloricaria
  - Crossoloricaria
  - Hemiodontichthys
  - Pseudohemiodon
  - Sturisoma
  - Cteniloricaria
  - Ixinandria
  - Pseudoloricaria
  - Sturisomatichthys
  - Dasyloricaria
  - Lamontichthys
  - Pterosturisoma
  - Dentectus
  - Limatulichthys
  - Pyxiloricaria
  - Farlowella
  - Loricaria
  - Reganella
  - Furcodontichthys
  - Loricariichthys
  - Rhadinoloricaria
- Onderfamilie Delturinae
  - Geslacht Delturus
  - Geslacht Hemipsilichthys